# The Note
The Note is een Amerikaanse televisiefilm uit 2007. De film is
gebaseerd op een boek van Angela Hunt en werd in Hamilton (Canada) opgenomen.

## Verhaal
Peyton MacGruder schrijft de column Heart Healer voor een krant. Omdat ze maar weinig lezers aantrekt krijgt
ze van haar redactrice nog tot Kerstmis om te verbeteren. Anders zou ze worden ontslagen. Dan stort vlakbij een
vliegtuig neer. Payton vindt een aangespoeld briefje in een plastic zakje dat geschreven is door een van de
passagiers. De schrijver is vader en het is gericht aan L.. Payton besluit op zoek te gaan naar de
bestemmeling van het briefje en die zoektocht neer te schrijven in haar column. Ze vindt drie kinderen van de
slachtoffers van de ramp wier naam met een 'L' begint en zoekt hen op. De eerste twee, een priester en een
zangeres, geven aan dat het briefje niet voor hen is. De laatste van de drie wel. Intussen zit tv-journalist
Truman Harris haar op de hielen om haar verhaal af te pikken. Die zorgt ervoor dat de ontknoping van het verhaal
op televisie zal gebeuren, voor Peytons column gedrukt wordt. Dan komt een meisje naar Peyton die haar kan
bewijzen dat zij de echte bestemmeling van het briefje is. Zo loopt de tv-show met een sisser af en heeft Peyton
de primeur terug. Dan blijkt ook dat het meisje, Christine, Peytons dochter is die ze na het overlijden van haar
man ter adoptie had afgestaan.

## Rolbezetting
| Acteur           | Personage        | Opmerkingen |
| ---------------- | ---------------- | --- |
| Genie Francis    | Peyton MacGruder | Journaliste die na een vliegtuigcrash een briefje vindt van een van de passagiers en op zoek gaat naar de bestemmeling ervan |
| Ted McGinley     | King             | Collega en toeverlaat van Peyton met wie ze ten slotte een relatie begint                                                    |
| Rick Roberts     | Truman Harris    | Televisiejournalist die probeert Peytons verhaal over het briefje af te snoepen                                              |
| Genelle Williams | Mandi            | Stagiaire die voor Peyton werkt                                                                                              |
| Katie Boland     | Christine        | Meisje aan wie het briefje gericht was en die Peytons geadopteerde dochter blijkt te zijn                                    |
| Richard Leacock  | Jim Johnson      | Priester aan wie het briefje niet gericht bleek te zijn                                                                      |
| Heather Hanson   | Taylor           | Zangeres aan wie het briefje niet gericht bleek te zijn                                                                      |